# أل. تي. ستاماتياد
أليكسندرو تيودور ماريا ستاماتياد (بالإنجليزة: Alexandru Teodor Maria Stamatiade) (9 مايو 1885 – ديسمبر 1955)، كان شاعرًا رمزيًا رومانيًا، وكاتب قصص قصيرة، ومسرحيًا. مع وصوله متأخرًا إلى المسرح الرمزي المحلي، نشط أساسًا باعتباره مروجًا للأدبيات. في عام 1918، كان محرر مجلة «ليتراتورول». بعد اكتشافه على يد أليكساندرو مقدونسكي وأيون مينوليسكو وإشادتهم به، جمع بين حضوره في الدوائر الرمزية الراديكالية وبين مواقف أخرى أكثر تحفظًا من الناحية الثقافية، وبين النقيضين في الأدب الروماني. بحلول عام 1911، كان قد رسخ نفسه في الدوائر الثقافية والاجتماعية كمناظر ثقافية تجردية وصريحا أحيانًا وعنيفًا أحيانًا أخرى.
العمل الموازي الذي قام به ستاماتياد هو المدرس الذي أخذه إلى مدينة «أراد»، حيث عاش على فترتين مختلفتين مما أدى إلى تنشيط الحياة الثقافية في الدوائر الرومانية بعيدًا عن شعره ونثره، الذي حظي بقدر من المراجعات مختلطة الآراء. عمل ستاماتياد على تعميم الأدب الأجنبي، وترجمة أعمال فنانين رمزيين مثل موريس ماترلينك وتشارلز بودلير، وعمل أيضًا على ترجمة أعمال أكثر تقليدية لعمر الخيام ولي باي، وتجربة أنماط مختلفة مثل الهايكو، واعتبر عمومًا متبحرًا ومقتديًا بأوسكار وايلد.
في قلب الخلافات مع أليكساندرو مكدونيسكي، وفي وقت لاحق مع الشباب في دائرة سبوراتورول الأدبية، انحاز ستاماتياد إلى الجانب المعادي للحداثة من الرمزية الرومانية، فعاد إلى النزعة المحافظة. تلاشى إلى نزعة مبهمة نسبيًا أثناء الحرب العالمية الثانية، وعاش في عزلة وفقر بعد تأسيس النظام الشيوعي الروماني.

## سيرته

### نشأته
ولد ستاماتياد في بوخارست، وهو الابن غير الشرعي لماريا ستاماتياد والمقدم ثيودور بالليدي. كان الرسام ثيودور إيانكو بالسيدة والممثلة لوسيا ستوردزا - بولاندرا من أبناء عمومته، في حين كانت ألكسندرينا كانتاكوزينو، الناشطة في مجال حقوق المرأة، أختًا غير شقيقة له. من خلال جدته لأبيه، ينحدر أليكساندرو تيودور من عائلة غيكا العريقة، ووفقًا للمؤرخ الأدبي جورج كايلينيسكو، كان مشغولًا على الدوام بأصوله وعدم شرعيته.
استخدم الشاعر اسمه الكامل أليكساندرو تيودور ماريا ستاماتياد، وأيضًا لقبه الأبوي تيودور. كان أسلوبه غير المألوف مع اسمه لقبه الأموي (ماريا) موضوعًا للسخرية بين أقرانه في الأدب. بالنسبة إلى أصدقائه، استخدموا معه ألقابه ستاماتياد وستاماتييد، حتى في وقت لاحق من سنة 1920. إن إسقاط الياء من الاسم العائلي الأخير الذي يبدو خارجًا عن المألوف، والذي يشير على الأرجح إلى وجود تراث هليني، يدل على الطابع الروماني الطوعي.
في سنة 1903، في مقهى كوبلر، التقى ستاماتياد أليكساندرو مكدونيسكي، رائد بارز في المدرسة الرمزية الرومانية. باستخدام اسمه الأدبي آدريان ألكسندرو، قدم مساهماته الأولى في المطبوعات في المجلة بليادا (1904)، ثم في صحيفة إيونسكو-كايون الأدبية، رومانول ديميتار. التحق بمدرسة داخلية في مدينة ياش البعيدة، بينما بقيت عائلته في بوخارست. نحو العام 1905، عاد إلى بوخارست، للالتحاق بمدرستي ماتاي باساراب وسفنتال جورجي الثانويتين. بدأ يتردد على النادي الأدبي الذي تشكل في بلدة رافائيل ستريت مكدونيسكي، حيث تقدن أيضًا شاعران آخران من زملائه في المدرسة الداخلية وهما ميهايل كروسيانو وأوجينيو سبيرانيتا. حسب ملاحظة كروسيانو، حصد ستاماتياد علاقات قيمة في الصحافة الأدبية، إذ كان ينظر إلى زملائه «بسيماء محافظة». من بين الرواد الآخرين أيضًا يرسيا ديميترايد، وآل غرغل، وشيربان باسكوفيتشي، ودونار مونتيانو، والناقد في. في. هانيش، الذي تأثر بثقة ستاماتياد في نفسه، التي «بدت حتى أكثر مما ينبغي لعمره» وذكر كروسيانو أيضا بأن ستاماتياد «لم يشك أبدًا بعلو شانه».
كان ستاماتياد، الذي بدأ أول ظهور له تحت رعاية مكدونيسكي، نشطًا أيضًا في الأوساط الرمزية المنافسة. قدم معلم رمزي آخر، أوفيد دنسوسيانو، قصيدته، سينغوراتات (العزلة) على المنبر الرمزي فياتسا نوا. في سنة 1906، نشرت أيضًا نسخ ستاماتياد لرواية أودز لهوراس. حسب الباحث نيكولاي لاسلو، فإنهم قرؤوا «تكيفات» أكثر من كونها ترجمات بحتة، حيث كانت بسيطة وشخصية على حد سواء.
ظل ستاماتياد ومكدونيسكي يتخاطبان حتى أثناء الفترات التي كان فيها مكدونيسكي خارج البلد، في منفى اختياري، في حين أن ستاماتياد لم يجتز بعد اختبار البكالوريا. بالاشتراك مع كروسيانو وسبيرانتيا، تناول قضية رمزية مقدونية شعبية في صحيفة هنريك ستريتمان، بريزنتول. سرعان ما أصبح ستاماتياد المفضل بين التلاميذ؛ إذ أشار إليه مكدونيسكي بأنه «شاعر عظيم جدًا»، «عبقري وقوي»، إذ رأى فيه رولينانت الروماني. لكن حسب نظرة كالينسكو، كانت تلك مجرد مبالغات بحتة، وأن ستاماتياد كان في الواقع «عاديًا».

### في كونفوربيري كريتيس
استمر مكدونسكي في الإلحاح على ستاماتياد عندما انضم الشاعر الأصغر إلى الكلاسيكيين الجدد في كونفوربيري كريتيس. في إحدى جلسات النادي في عام 1910، طالب كل من ستاماتياد وأنستازي ماندرو وآي. دراغوسلاف بقراءة عمل مكدونسكي وإعادة تقييمه، وبالتالي وضع حد للتهميش الخطير لمكدونسكي. سمح قائد الدائرة، ميهايل دراغوميرسكو، لستاماتيادبأن ينشر في مجلة مسماة على اسمه، وكذلك في صحيفته الأخرى، فالانڠا اديمارا شا أرتيسكا. تم الترحيب بحماس لانضمام ستاماتياد إلى «أقصى اليسار» لنادي دراغوميريسكو من قبل زميل رمزي، إيون مينوليسكو. في سنة 1910، نشر فالانغا رسائل محمومة بين ستاماتياد ومينوليسكو، بشأن مسألة منافسة مينوليسكو مع رمزي آخر، إن. دافيدسكو.
مثل مينوليسكو، انحاز ستاماتياد أيضًا إلى إلى المعسكر التقليدي المعادي للرمزية اسميًا، ونشر أعمال في مجلة سانتارول. وفقًا للناقد قافي القومي والمساهم في «قافي القومي والمساهم في «سانتارول» يكولاي يورغا، يشير وجود ستاماتياد هناك إلى أن المجلة لم تكن «واضحة» في اتجاهها؛ ستاماتياد سيساهم، حتى لو «كانت أيديولوجية المجلة غير مكترثة به، إن لم تكن معادية له في الأساس». وثمة قراءة أخرى قدمها المؤرخ الأدبي بول سيرنات، الذي يرى أن مشاركة ستاماتياد في المدرسة التقليدية تشير إلى «وجود هوية منقسمة داخل الجانب "المحافظ" من الرمزية المحلية». في الطرف الآخر من الطيف السياسي، نمّى ستاماتياد أيضًا صداقة مع الشاعر والكاتب الاشتراكي فاسيلي ديمتريوس، الذي قدم شعره في مجلة فياتا سوسيالا. في سنة 1909، كان ستاماتياد شاهدًا مسجلًا في حفل الزواج المدني لديمتريوس (وكان آخر هو الناقد إيلاري شيندي).
بهذا الدعم العالمي، طرح المجلد الأول من قصيدته بعنوان «بأبواق من ذهب». ومع أن العمل مر بأربع طبعات بين سنتي 1910 و1931، واستعرضه الأدبي هانش برحابة در، لم يكن العمل متداولًا من قبل معظم النقاد. بدلًا من ذلك، جعل عمل ستاماتياد صاحبه محل سخرية في الأوساط الأدبية. ثابر ستاماتياد وعمل مع المسرحي كونستانتين راوليتس في مسرحية «نساء غريبات» التي نشرت في مجلة كونفوربيري كريتيس في نوفمبر 1910، وفي مجلد سنة 1911. عرضت لأول مرة في بوخارست من قبل شركة «المسرح الحديث» التابعة لألكسندرو دافيلا. أثار النص اهتمام الجمهور بعرضه الصريح لاضطراب المازوخية الجنسية؛ وحسب دراغوميريسكو، فهو «مكتوب بإتقان، ولكنه غريب»، وفي عامي 1912 و1913، أكمل ستاماتياد ونشر ترجمات من مسرحيات موريس ماتريلنك: «المتطفل»، و«الداخلي»، و«العمى». تم تجميعهم جميعًا، تحت اسم مسرحيات «دورة الموت»، في طبعة 1914 في كولتورا ناتسيونالا.